# Erynnis zarucco
Erynnis zarucco là một loài bướm ngày thuộc họ Bướm nhảy. Chúng (hiếm khi) có ở miền nam Ontario tới đông nam Hoa Kỳ.
Sải cánh dài 32–38 mm. Có ba lứa ở cực nam nhưng chỉ hai lứa ở phía bắc.
Ấu trùng ăn các loài họ Đậu.